# Liste de films tournés en Guyane
Un certain nombre d'œuvres cinématographiques et télévisuelles ont été tournés en Guyane.
Voici une liste à compléter de films, téléfilms, feuilletons télévisés, films documentaires... tournés en Guyane, classés par commune, lieu de tournage et date de diffusion. 
- Haut – A
- B
- C
- D
- E
- F
- G
- H
- I
- J
- K
- L
- M
- N
- O
- P
- Q
- R
- S
- T
- U
- V
- W
- X
- Y
- Z

Lieux à chercher
- 1945 : La Route du bagne de Léon Mathot
- 1962 : L'Île aux filles perdues de Domenico Paolella
- 2003 : La Loi de la jungle (documentaire) de Philippe Lafaix
- 2014 : La Vie pure de Jeremy Banster
- 2016 : La Loi de la jungle d'Antonin Peretjatko
- 2018 : Maroni, les fantômes du fleuve série télévisée de Aurélien Molas

## A
- Awala-Yalimapo
  - 2010 : 600 kilos d'or pur d'Éric Besnard

## C
- Cacao (commune de Roura)
  - 1987 : Cayenne Palace d'Alain Maline
  - 2010 : 600 kilos d'or pur d'Éric Besnard

- Cayenne
  - 1938 : Chéri-Bibi de Léon Mathot
  - 1973 : Papillon de Franklin J. Schaffner
  - 1978 : L'État sauvage de Francis Girod
  - 1987 : Cayenne Palace d'Alain Maline
  - 1990 : Jean Galmot, aventurier d'Alain Maline
  - 2009 : Orpailleur de Marc Barrat
  - 2010 : 600 kilos d'or pur d'Éric Besnard
  - 2017 : Guyane série télévisée de Fabien Nury
  - 2020 : Meurtres à Cayenne série télévisée de Marc Barrat

## D
- Dégrad des Cannes
  - 2010 : 600 kilos d'or pur d'Éric Besnard

## I
- Ile Royale
  - 1987 : Cayenne Palace d'Alain Maline

- Iles du Salut
  - 1987 : Cayenne Palace d'Alain Maline

- Ile Saint-Joseph
  - 1987 : Cayenne Palace d'Alain Maline

## K
- Kaw
  - 2017 : Guyane série télévisée de Fabien Nury

- Marais de Kaw-Roura
  - 2010 : 600 kilos d'or pur d'Éric Besnard

- Kourou
  - 1987 : Cayenne Palace d'Alain Maline

## M
- Mana
  - 1978 : L'État sauvage de Francis Girod
  - 1990 : Jean Galmot, aventurier d'Alain Maline

- Matoury
  - 1978 : L'État sauvage de Francis Girod
  - 1987 : Cayenne Palace d'Alain Maline
  - 2010 : 600 kilos d'or pur d'Éric Besnard

## R
- Régina
  - 2010 : 600 kilos d'or pur d'Éric Besnard
  - 2009 : Orpailleur de Marc Barrat
  - 2017 : Guyane série télévisée de Fabien Nury

- Rémire-Montjoly
  - 2010 : 600 kilos d'or pur d'Éric Besnard

- Roura
  - 1978 : L'État sauvage de Francis Girod
  - 1987 : Cayenne Palace d'Alain Maline (village de Cacao)
  - 2010 : 600 kilos d'or pur d'Éric Besnard

## S
- Saint-Laurent-du-Maroni
  - 1973 : Papillon de Franklin J. Schaffner (ruines du bagne)
  - 1978 : L'État sauvage de Francis Girod